# Sertab Erener

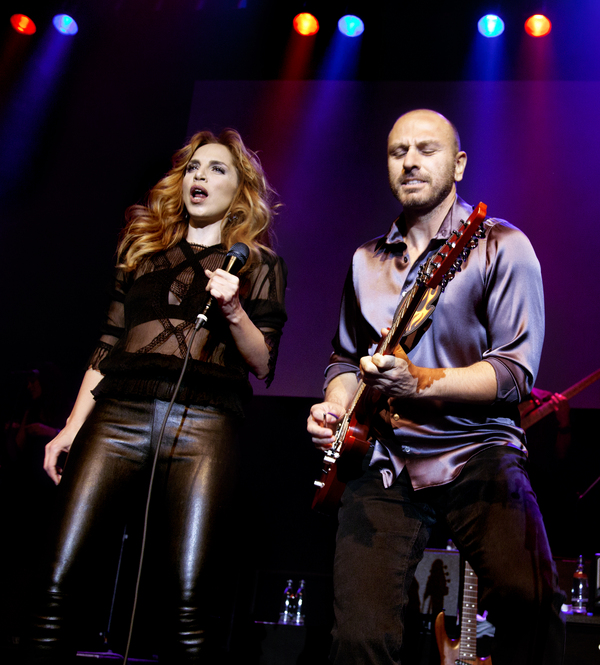
Sertab Erener & Demir Demirkan

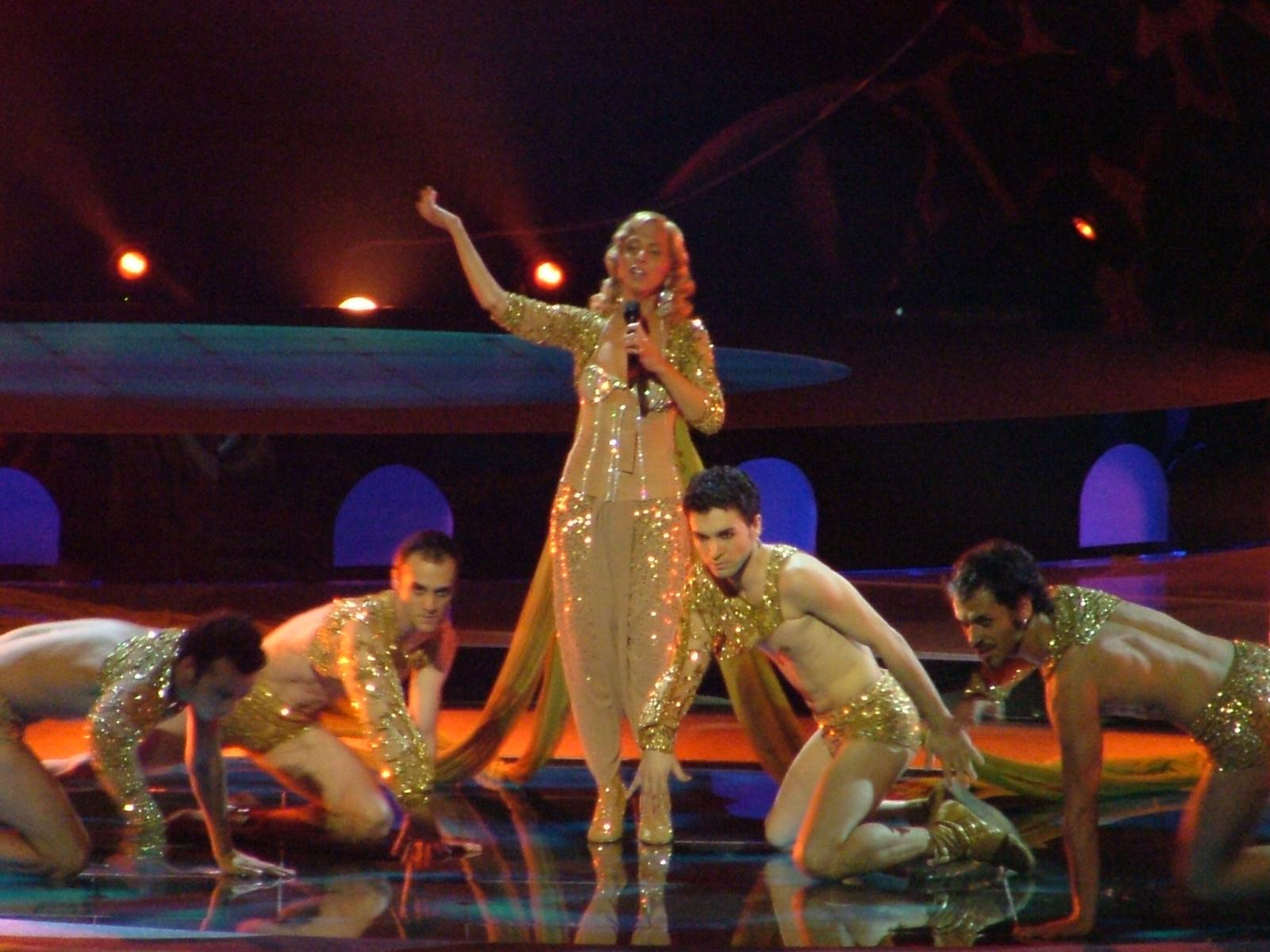
Sertab Erener, al Festival d'Eurovisió, el 2004

Sertab Erener (Istanbul, Turquia, 4 d'abril de 1964) és una cantant turca de pop de gran èxit. A Europa és coneguda sobretot per haver guanyat l'edició de 2003 del Festival d'Eurovisió, amb el tema Every Way That I Can, tot i que ha tingut altres èxits fora de Turquia.

## Discografia
| - Sakin Ol! (1992) - Lâ'l (1994) - Sertab Gibi (1996) - Sertab Erener (1999) - Sertab (2000) - Turuncu (2001) - Sertab (rellançament amb pistes extra i disseny diferent, 2003) - No Boundaries (2004) - Aşk Ölmez (2005) - The Best of Sertab Erener (2007) - Sertab Goes to the Club (àlbum remix, 2007) - Painted on water (2008) | - Zor Kadın (1999) - Utanma (Don't Be Shy) (2000) - Bu Yaz (This Summer) (2000) - Yeni (New) (2001) - Every Way That I Can (tema guanyador d'Eurovisió 2003) - Here I Am (2003) - Leave (2004) - I Believe (That I See Love in You (2004) - Aşk Ölmez, Biz Ölürüz (2005) - Satılık Kalpler Şehri (2005) - Kim Haklıysa (2005) - I Remember Now (2007) |